# Romantic fantasy

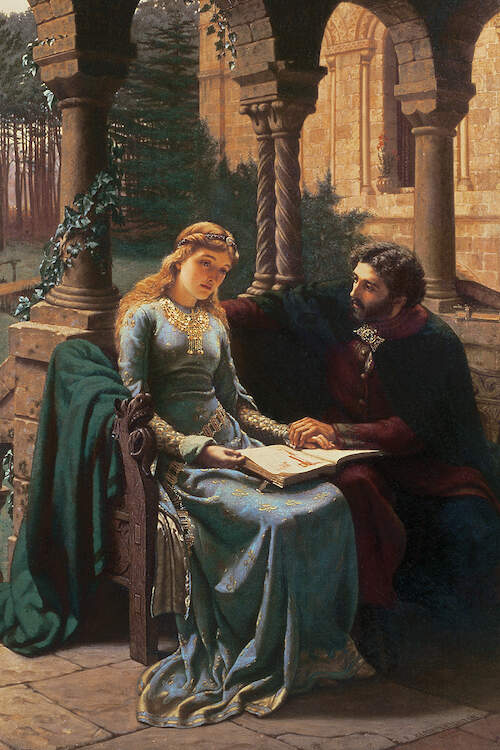
Abaelard und seine Schülerin Heloisa (Abélard et son étudiante Héloïse), peinture à l’huile du XIXe siècle (1882), par Edmond Blair Leighton

La romantic fantasy, dit de façon plus commune et plus moderne romantasy, est un sous-genre de la fantasy, qui intègre une dimension romantique à un récit fantastique. Souvent, l'histoire se construit autour d'une histoire d'amour et comporte de nombreux éléments d'action, du fait de son rattachement à la fantasy.
Du fait de sa dimension romantique, la romantasy est un sous-genre où l'on retrouve plus de personnages féminins, où elles trouvent une place plus importante.[réf. souhaitée]

## Définition
La romantasy (romantic fantasy) est un sous-genre littéraire dans un univers de fantasy qui intègre systématiquement soit des éléments de la romance, soit une intrigue amoureuse entre les personnages en tant qu'élément principal de l’histoire. Toutefois, cette relation sentimentale s'inscrit dans un univers fantaisiste cohérent et détaillé.
Les livres appartenant à l'univers de la romantasy ont souvent des similitudes dans leurs personnages et l'univers: des héroïnes fortes faisant preuve de résilience, une construction d’univers détaillée et immersive, des quêtes épiques souvent marquées par le danger, des éléments magiques, et des intrigues mêlant tension élevée et personnages moralement ambigus. Ils mettent également en avant des romances progressives, développées lentement pour maintenir anticipation et intensité émotionnelle. Il est commun de voir ce type de titre se décliner en saga pour traiter l'aspect relationnel ainsi que l'univers fantastiques.
Les schémas narratifs dans les relations interpersonnelles, - communément appelés "tropes" - reprennent les codes de la romance, comme par exemple le schéma "Enemies to lovers" c'est-à-dire quand deux antagonistes deviennent amants,  ainsi que celui de l'amour interditou de proximité entre les personnages, forcée par la situation.
Les livres appartenant à cette catégorie sont écrits de façon majoritaire par des auteures féminines. [réf. souhaitée]
La romantasy croise régulièrement d'autres genres de fantasy, surtout la high fantasy et la science fantasy. Mais il est à noter que les histoires présentant des personnages féminins sous un cadre héroïque ne comportant pas ou peu d’intrigues amoureuses relèvent davantage de l’heroic fantasy que de la romantic fantasy. En outre, la romantic fantasy n’est pas à confondre avec la fantasy romance. L'inversion des termes soulignant la prédominance de l’univers de fantasy et de ses intrigues sur la romance. Dans le cadre de la romantasy, c’est l’inverse, la romance prédomine dans l’intrigue. [réf. souhaitée]

## Genèse et historique
Le premier roman de romantasy est publié par George MacDonald en 1850, et se nomme Phantastes : a faerie romance for men and women.
C'est un genre souvent catégorisé comme "Young Adult", car attribué à un public jeune de par le croisement entre deux genres littéraires populaires pour ce segment: la littérature de l'imaginaire et la romance. En outre, ces deux segments séduisent particulièrement un lectorat féminin dans une catégorie d'âge de 16 à 19 ans. Entre 2000 et 2013, c'est notamment des succès commerciaux comme la saga "Twilight" de Stéphanie Meyer ou "The Mortal Instruments" de Cassandra Clare qui ont contribué à ancrer la Romantasy dans cette population cible.
Cependant des œuvres comme "Un palais d'épine et de rose" de Sarah J. Maas (2015) ont contribué à populariser ce type de contenu auprès d'un public plus mature en y intégrant notamment du contenu sexuel explicite et en y explorant des thématiques plus adultes. Cette démocratisation a notamment conduit certaines maisons d’édition à reconnaître la nécessité d’instaurer une signalétique avertissant de la présence d’une ou plusieurs scènes de sexe explicites dans leurs publications Young Adult.

## Réseaux sociaux et engouement
L'ascension de ce sous-genre littéraire, s'accompagne de stratégies marketing spécifiques, comme des évolutions dans les matières, couleurs et polices de caractères des couvertures de livres,, mais aussi dans le développement des auteurs et autrices en tant que "marques", ainsi qu'à travers des partenariats et d'organisation d'évènements,. En France, le terme « romantasy » est démocratisé sur les réseaux sociaux par des influenceurs littéraires, avant d'être une marque déposée de la maison d'édition Hugo Publishing qui en a fait le nom d'une de ses collections.
Des communautés littéraires se développent notamment sur TikTok et Instagram, sous le nom de Booktok et Bookstagram. Des podcasts sont disponibles sur les plateformes d'écoutes. Des librairies sont dédiées uniquement à ce type de livres.

## Critiques
Le genre de la romantasy peut faire l'objet de critiques pour sa structure très codifiée et sa prévisibilité en raison des schémas narratifs récurrents ou "tropes". Cette codification soulève également des interrogations quant aux problématiques liées au droit d'auteur et à l'impact de l'intelligence artificielle sur la création littéraire. Début 2025, un procès médiatisé oppose deux autrices, soulignant ainsi des tensions et les enjeux autour de la paternité des œuvres,.
Par ailleurs, certaines œuvres du genre sont pointées pour leur déséquilibre au détriment de l'aspect fantasy, ainsi que pour les messages véhiculés, parfois perçus comme reflétant une vision patriarcale.

## Œuvres de romantic fantasy

### Cycles et romans

#### Genèse
- Certains livres de La Romance de Ténébreuse (cycle) et Le Cycle d'Avalon de Marion Zimmer Bradley.
- Certains livres dans Les Hérauts de Valdemar (cycle) de Mercedes Lackey.
- Les Immortels de Tamora Pierce
- Gallica d'Henri Loevenbruck
- Tigre, feu et flamme de Marion Zimmer Bradley, Andre Norton et Mercedes Lackey.
- Les Trois Lunes de Tanjor, trilogie d'Ange.
- La Trilogie de Leïlan de Magali Ségura: histoire d'amour entre Axel et Victoire
- Le cycle de Dragonne et Magicienne de Didier Quesne
- Le Livre des mots de J. V. Jones: histoire d'amour entre Melliandra et Jack (et avec Taol)
- Tous les livres de la collection Luna: Aux portes de l'imaginaire, des éditions Harlequin
- Les récits de Faustine Flauberge, autrice qui se déclare "disciple de Johann Bachofen".
- L'héritier des Blackstone, de Théo Lemattre: amour entre Georgia et Alister

#### A partir des années 2000
- Twilight de Stephenie Meyer
- La Cité des ténèbres de Cassandra Clare
- Vampire Academy, de Richelle Mead

#### A partir de 2015
- Un palais d'épines et de rose, de Sarah. J Maas
- Le Sang et la Cendre, de Jennifer Armentrout
- Le peuple de l'air de Holly Black: amour entre Jude Duarte (humaine)[22] et Cardan Greenbriar (fae)[23]
- La saga d'Auren de Raven Kennedy: amour entre Auren[24] (fae) et Slade (fae)
- Fourth Wing, de Rebecca Yarros
- Il était une fois un cœur brisé, de Stephanie Garber
- Powerless, de Lauren Roberts
- Heartless Hunter, de Kristen Ciccarelli

### Cinéma et télévision

#### Films
- Ladyhawke, la femme de la nuit uniquement basé sur une histoire d'amour impossible
- Legend où un jeune héros part sauver la femme qu'il aime
- La Caverne de la Rose d'Or, La Princesse et le Pauvre, Desideria et le prince rebelle, La Légende d'Aliséa, téléfilms italiens de Lamberto Bava
- Le 10e Royaume, téléfilm présentant l'intrusion d'une jeune Américaine dans un monde féerique
- Les Brumes d'Avalon d'Uli Edel, téléfilm adapté du livre The Mists of Avalon écrit par Marion Zimmer Bradley et traduit en deux tomes, Les Dames du lac et Les Brumes d'Avalon
- Princess Bride, adaptation du roman du même nom
- Tigre et Dragon

#### Séries
- La Belle et la Bête : amour entre la Belle et la Bête
- Charmed : entre Piper et Léo, Cole Turner et Phoebe
- Buffy contre les vampires : histoire d'amour entre Buffy (tueuse de vampires)[25] et Angel (vampire)[26]

### Autres
- Le jeu de rôle Blue Rose appartient à la romantic fantasy
- Quelques illustrateurs Christophe Vacher ; Selina Fenesh ; Denise Garner ; John Arthur